# Van Iddekinge

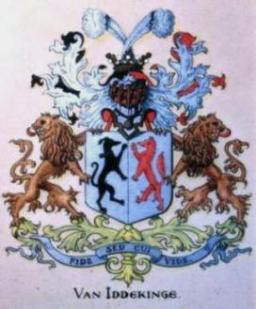
Das Wappen der Familie Van Iddekinge

Die Van Iddekinge ist eine niederländische Familie.

## Geschichte
Der Stammvater der Familie ist Luytjen Iddekinge, der zwischen den Jahren 1610 und 1618 am Roode Lam in Groningen vermeldet wurde. Seine Nachkommen waren städtische Verwalter dieser Stadt und stellten dort im Laufe des 17. und 18. Jahrhunderts zahlreiche Bürgermeister; einer davon war Antony Adriaan van Iddekinge. Zwei Familienmitglieder wurden in den Jahren 1816 und 1817 mit dem Adelsprädikat Jonkheer in den niederländischen Adel eingeführt. Dieser Familie gehört auch die Burenfamilie Van Iddekinge an. Diesem Zweig entstammte Pieter Antoon Adriaan van Iddekinge (1819–1902), ein leiblicher Sohn von Pieter Rembt Anthoni van Iddekinge (1753–1831) und Auke Karsyns Kamp (1785–1859).
Des Weiteren bestand ein Zweig Van Iddekinge Hofkamp (endete 1963 mit dem Tod des letzten Nachkommen), ausgehend von Jan Albert van Iddekinge Hofkamp (1854–1918), der den Namen seiner Mutter Johanna Hendrika Louisa Hofkamp-van Iddekinge als Hauptnamen weiterführte.
Der Familienzweig Hooft van Iddekinge entstammte Joan Henrik Hooft van Iddekinge (1800–1881), der den Namen Hooft seiner Großmutter Hester Graafland-Hooft seinem voranstellte. Ein Teil seiner Nachkommen trägt den Namen Hoofd, den sie von Hermanus Jacobus Hooft van Iddekinge (1860–1902), der sich selbst Hoofd schrieb, übernahmen.

## Weblink
- Genealogie von Luytjen van Iddekinge